# Victoria Eugenia Antzokia
El Victoria Eugenia Antzokia (en basc) o Teatro Victoria Eugenia (en espanyol) és un teatre de Sant Sebastià, al País Basc. Obra de l'arquitecte Francisco de Urcola, va ser inaugurat el 1912. Fou batejat en honor de la reina Victòria Eugènia de Battenberg, esposa del rei Alfons XIII. Ha estat escenari de totes les edicions del Festival Internacional de Cinema de Sant Sebastià fins al 1999. Entre el 2001 i el 2007 s'hi va dur a terme un important procés de reforma.